# Cá phèn Hồng Hải
Cá phèn Hồng Hải (danh pháp hai phần: Parupeneus forsskali) là một loài cá thuộc họ Cá phèn. Con đực có thể đạt chiều dài 28 cm. Loài cá này phân bố Hồng Hải, vịnh Aden và Socotra.